# Landtag Schwarzburg-Rudolstadt (1899–1902)
Dieser Artikel behandelt den Landtag Schwarzburg-Rudolstadt 1899–1902.

## Landtag
Die Landtagswahl fand am 27. Oktober 1899 statt. 
Als Abgeordnete wurden gewählt: 
| Name                                | Partei      | Wohnort       | Kurie             | Wahlkreis                        | Anmerkung                                                                            |
| ----------------------------------- | ----------- | ------------- | ----------------- | -------------------------------- | ------------------------------------------------------------------------------------ |
| Paul Hugo Adolf Hermann von Bamberg | freis.      | Stadtilm      | Allgemeine Wahlen | Ilm                              |                                                                                      |
| Ernst Idor Albert Bock              |             | Königsee      | Allgemeine Wahlen | Königsee II                      | Ab 25. Februar 1901 für Werner                                                       |
| Otto Härtel                         | freis.      | Rudolstadt    | Höchstbesteuerte  | Landratsamtsbezirk Rudolstadt I  |                                                                                      |
| Friedrich Ludwig Magnus Heinz       |             | Rudolstadt    | Allgemeine Wahlen | Oberweißbach                     |                                                                                      |
| Friedrich Berthold Carl Herold      | NLP         | Neuhaus       | Allgemeine Wahlen | Katzhütte                        |                                                                                      |
| Ludwig Karl von Holleben            | DRP         | Rudolstadt    | Allgemeine Wahlen | Leutenberg                       | Ausgeschieden am 1. Oktober 1900 wegen Ernennung zum Staatsrat. Nachfolger: Tauscher |
| Wilhelm Carl Robert Kämmerer        | kons. (BdL) | Ringleben     | Allgemeine Wahlen | Frankenhausen II                 |                                                                                      |
| Hermann Berthold Kirsten            | kons. (BdL) | Zeigerheim    | Allgemeine Wahlen | Blankenburg                      |                                                                                      |
| August Viktor Krieger               | kons. (BdL) | Großhettstedt | Höchstbesteuerte  | Landratsamtsbezirk Rudolstadt II |                                                                                      |
| Johann Hermann Liebmann             | freis.      | Rudolstadt    | Allgemeine Wahlen | Rudolstadt II                    |                                                                                      |
| Friedrich Rudolf Lüttich            | freis.      | Esperstedt    | Höchstbesteuerte  | Landratsamtsbezirk Frankenhausen |                                                                                      |
| Christian Carl Ernst Müller-Pathle  | NLP         | Schmalenbuche | Höchstbesteuerte  | Landratsamtsbezirk Königsee      |                                                                                      |
| Friedrich Wilhelm Richter           | NLP         | Rudolstadt    | Allgemeine Wahlen | Rudolstadt I                     |                                                                                      |
| Johann Friedrich Wilhelm Steiger    |             | Schlotheim    | Allgemeine Wahlen | Schlotheim                       |                                                                                      |
| Traugott Johannes Anselmus Tauscher | freis.      | Leutenberg    | Allgemeine Wahlen | Leutenberg                       | Ab 5. März 1901 für von Holleben                                                     |
| August Richard Werner               |             | Königsee      | Allgemeine Wahlen | Königsee II                      | Ausgeschieden am 1. Oktober 1900 wegen Ernennung zum Regierungsrat. Nachfolger: Bock |
| Julius Friedrich Günther Wilhelm    |             | Königsee      | Allgemeine Wahlen | Königsee I                       |                                                                                      |
| Franz August Wilhelm Winter         | SPD         | Frankenhausen | Allgemeine Wahlen | Frankenhausen I                  |                                                                                      |

Der Landtag wählte unter Alterspräsident Karl von Holleben seinen Vorstand. Landtags-Director (Parlamentspräsident) wurde Fritz Lüttich. Als Stellvertreter wurde Otto Härtel gewählt.
Der Landtag kam zwischen dem 16. November 1899 und dem 10. Mai 1902 zu 27 öffentlichen Plenarsitzungen in einer ordentlichen und zwei außerordentlichen Sitzungsperioden zusammen.